# Crematório da Vila Alpina

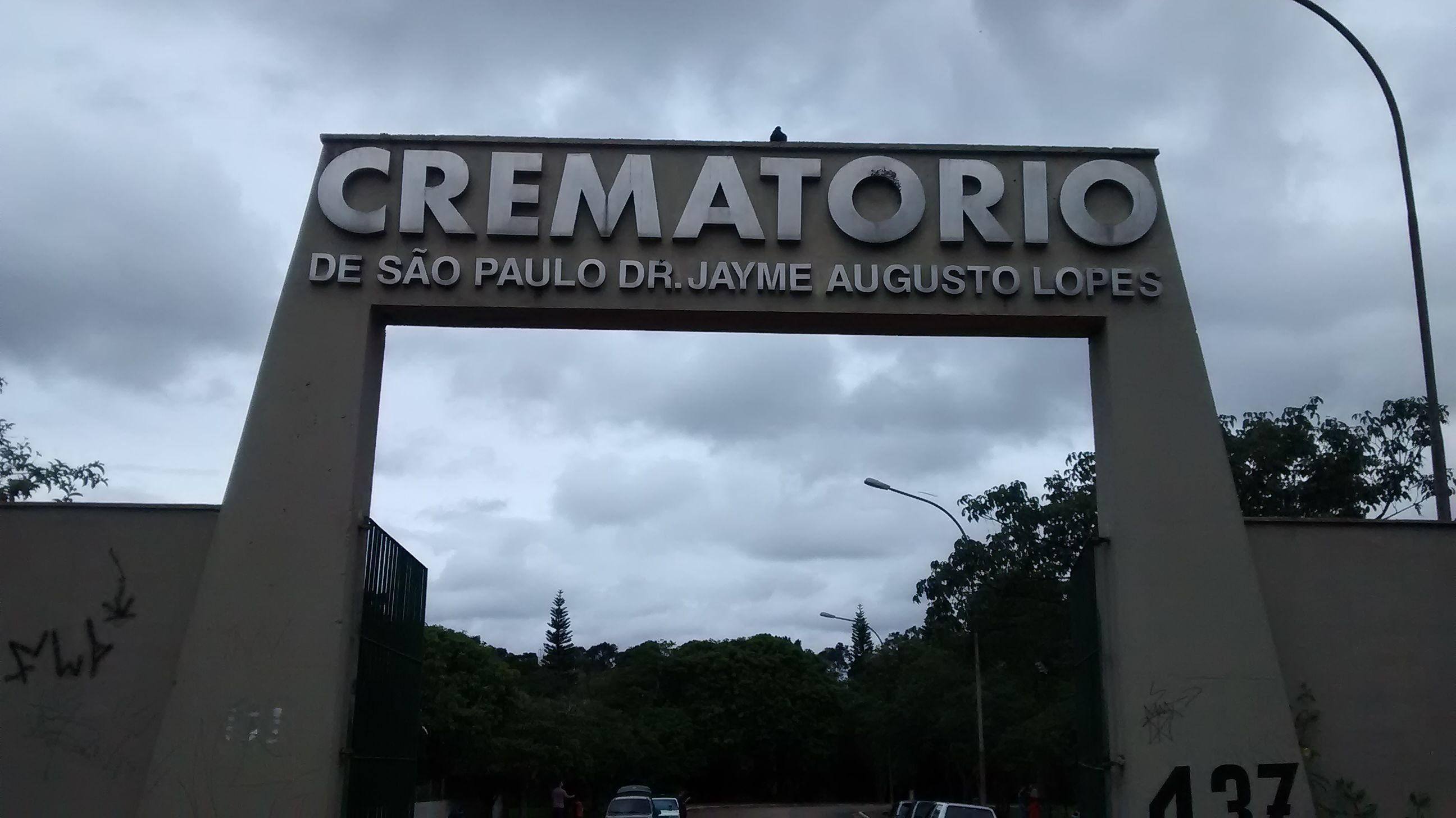
Crematório da Vila Alpina

O Crematório da Vila Alpina (oficialmente Crematório Dr. Jayme Augusto Lopes) é o primeiro crematório do Brasil e da América Latina e ainda é um dos maiores do mundo.

## História
As atividades foram iniciadas em 1974 e localiza-se na cidade de São Paulo, no bairro do Jardim Avelino na região da subprefeitura da Vila Prudente (Zona Sudeste de São Paulo), próximo à Vila Alpina e à avenida Professor Luís Inácio de Anhaia Melo.
Está alocada junto ao Cemitério da Vila Alpina (Cemitério São Pedro).
Diversas celebridades brasileiras foram cremadas neste crematório, entre eles o atores Paulo Autran e John Herbert, e a telenovelista Ivani Ribeiro.

## Cremados famosos
- Ada Chaseliov, atriz
- Alberto Guzik, ator, crítico teatral
- Antônio Abujamra, ator, diretor de teatro
- Canarinho, humorista
- Carlos Alberto Filgueiras, empresário[1]
- Carlos Zara, ator
- Célia Biar, atriz
- Clayton Silva, humorista
- Donizete Galvão, poeta e jornalista
- Elpídio Reali Júnior, jornalista
- Ênio Gonçalves, ator e dramaturgo
- Etty Fraser, atriz
- Fernando Petelinkar - ator
- Herval Rossano, ator e diretor de televisão
- Ivani Ribeiro, telenovelista
- John Herbert, ator
- Manuel de Nóbrega, humorista
- Miriam Muniz, atriz
- Osmiro Campos, ator, dublador e diretor de dublagem[2]
- Paulo Autran, ator
- Raul Cortez, ator
- Serginho Leite, humorista
- Ubirajara Penancho Reis - músico
- Zilda Cardoso -  humorista